# South Ferry–Calle Whitehall (línea de la Séptima Avenida–Broadway)
Para la estación de la línea Broadway del mismo nombre véase; South Ferry–Calle Whitehall (línea Broadway)
South Ferry es la nueva estación en la línea de la Séptima Avenida-Broadway del metro de la ciudad de Nueva York. La terminal del servicio 1. La única plataforma está localizada en las afueras de las vías exteriores de la vía de doble bucle (loops). La antigua plataforma era muy pequeña (los trenes de 5 vagones no podían cargar o descargar). Los "rellenadores de brechas" eran utilizados para reducir la brecha entre la plataforma y las puertas. Varios rociadores lubricaban las vías para reducir la fricción causada al girar en una curva. La estación recibió grandes daños por el Huracán Sandy, dejándola completamente sumergida bajo agua.

Mapa de la estación.

A mediados del 2005, se empezó la modernización de la nueva estación de South Ferry, que está localizada bajo la estación anterior. Fue construida con el sistema para discapacitados ADA, tiene una terminal de dos vías, y permite que los trenes de diez vagones que entren en plataforma y se estacionen para que las puertas se puedan abrir. La nueva estación también tiene una transferencia gratis hacia la estación Calle Whitehall–South Ferry (N R) en la línea Broadway. Su inauguración fue el 16 de marzo de 2009. La nueva estación terminal South Ferry es usada sólo para los trenes de la línea de la Avenida Broadway–Séptima Avenida, no así para los trenes de la Avenida Lexington. En noviembre y diciembre de 2005, varias paredes de siglos de antigüedad fueron descubiertas en dos lugares de la nueva estación. Las paredes fueron colocadas en el parque, durante la construcción de la nueva terminal.

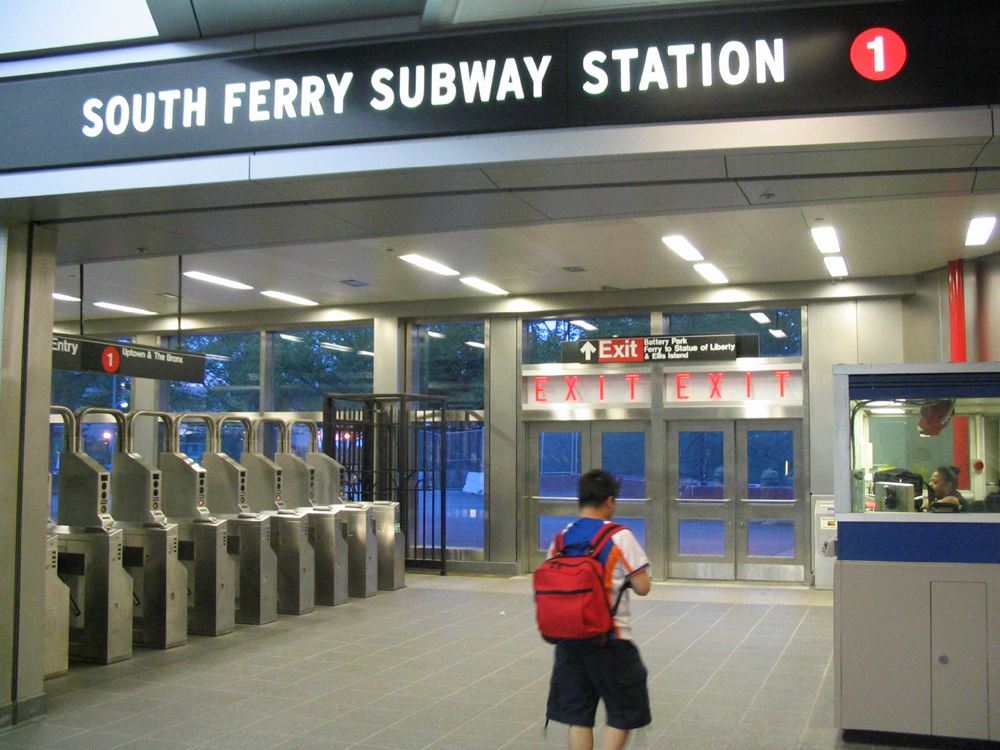
Entrada recientemente renovada. Mayo de 2005.

## Complejo
El complejo South Ferry – Calle Whitehall también sirve a la Línea Broadway de la división B del Brooklyn–Manhattan Transit Corporation. La estación se encuentra localizada en el Financial District, Manhattan entre la Calle South y la Calle Whitehall. La estación es servida por un sinumeros de trenes tanto las 24 horas, como trenes que sólo operan los días de semanas, otros trenes operan sólo en la madrugada y otros solamente durante el día o hasta las 9.00PM, y esos servicios son , , ,  y .
Cuando se concluyó en 2009 de la nueva terminal South Ferry, se agregó una transferencia gratis entre los trenes de los servicios 1 y N, R, y W en la antigua estación de la Calle Whitehall.
Esta estación es la tercera del sistema en llevar el nombre South Ferry. La segunda existió entre 1905 y 2009, y sirvió a la línea de la Séptima Avenida-Broadway y la línea de la Avenida Lexington. La primera fue una estación elevada que existió desde 1878 hasta 1950, y sirvió a la línea de la Novena Avenida, línea de la Sexta Avenida, línea de la Tercera Avenida y la línea de la Segunda Avenida.

## Coste
Al principio, el costo de la estación South Ferry, era de $400 millones, sin embargo la estación tuvo un costo total de $530 millones, siendo gran parte del dinero otorgado por la Administración Federal de Tránsito dinero que era para la reconstrucción del World Trade Center. En enero de 2009, la apertura fue suspendida, porque las vías estaban muy lejos de las plataformas, luego de que fue corregido el problema, se inauguró el 16 de marzo de 2009. Es la primera estación nueva del metro que se completó desde 1989 cuando las estaciones de la IND 63rd Street Line fueron abiertas.
El 16 de abril de 2009, MTA Capital Construction otorgó $19.2 millones a Tully Construction Company, para reconstruir a Peter Minuit Plaza, en la cual se encuentra arriba de la estación.